# Curtisella gauldi
Curtisella gauldi är en stekelart som beskrevs av Marsh 2002. Curtisella gauldi ingår i släktet Curtisella och familjen bracksteklar. Inga underarter finns listade i Catalogue of Life.